# 罗米娜·努涅斯
罗米娜·斯特凡尼娅·努涅斯（西班牙語：Romina Stefania Núñez；1994年1月1日—），阿根廷女子职业足球运动员，司职中场，目前效力于皇家贝蒂斯足球俱乐部和阿根廷国家女子足球队。她曾代表阿根廷参加2023年国际足联女子世界杯和2024年美洲女子金杯等多场国际赛事。